# Henryka Długońska
Henryka Długońska (ur. 1948) – polska mikrobiolog, profesor nauk biologicznych.

## Życiorys
W 1970 r. ukończyła studia biologiczne na Uniwersytecie Łódzkim, w 1979 r. obroniła pracę doktorską pt. Receptory dla antygenu DNP34-HSA, immunoglobulin i komplementu na komórkach limfatycznych świnek morskich normalnych i immunizowanych, w 1999 r. habilitowała się na podstawie pracy zatytułowanej Reakcje odpornościowe myszy na antygeny Toxoplasma gondii. W 2004 r. uzyskała tytuł profesora nauk biologicznych.
Była pracownikiem naukowym na Uniwersytecie Łódzkim i członkiem rady naukowej w Instytucie Parazytologii im. Witolda Stefańskiego PAN.
Została członkiem Komitetu Biologii Organizmalnej PAN, Komitetu Parazytologii PAN, oraz Komitetu Biologii Molekularnej Komórki Polskiej Akademii Nauk.

## Odznaczenia
- Srebrny Krzyż Zasługi (1999)[5]
- Złoty Krzyż Zasługi (2006)[6]